# 688

## أحداث
- الحروب البيزنطية البلغارية: الإمبراطور جستنيان الثاني يشن حملة على البلقان ويسير نحو تراقيا حيث يعيد الحكم البيزنطي. وقال انه يؤسس إدارة الثيمة، ويهجر العديد من البلغار والسلاف إلى ثيمة أوبسيكيان (آسيا الصغرى).

## مواليد
- مروان بن محمد

## وفيات
- سلمة بن ذؤيب
- عدي بن حاتم الطائي
- قيس بن الملوح
- أبو الأسود الدؤلي (أو في 689)